# 2019冠狀病毒病獅子山疫情
2019冠状病毒病獅子山疫情，介紹在2019冠狀病毒疫情中，在塞拉利昂發生的情況。2020年3月31日，2019冠狀病毒病疫情扩散至獅子山。

## 時間線
2020年3月31日，總統朱利葉斯·馬達·比奧確認首位獅子山確診案例為一名37歲的男子，他於3月16日從法国旅行後一直處於孤立的狀態。